# Битва под Венёвом
Битва под Венёвом — сражение в ходе восстания Болотникова, произошедшее в конце января либо в начале февраля 1607 года. Повстанческое войско под началом князей Андрея Телятевского и Василия Мосальского, посланное Лжепетром из Путивля на помощь осаждённому в Калуге Болотникову,  нанесло поражение царскому отряду под руководством Андрея Хилкова. Накануне битвы мятежники сумели захватить Венёв, а затем в ходе неожиданной вылазки из города разбить стоявшее у стен города царское войско. После битвы под Венёвом повстанцы разделились. Князь Телятевский успешно привёл свою часть войска в Тулу, а Мосальский был перехвачен царскими войсками на пути к Калуге и наголову разбит в битве на Вырке.